# Dacrycarpus dacrydioides
Kahikatea
Espèce
Statut de conservation UICN

 LC  : Préoccupation mineure
Dacrycarpus dacrydioides, le kahikatea, est une espèce d'arbres conifères de la famille des Podocarpaceae, originaire de Nouvelle-Zélande. 

## Description

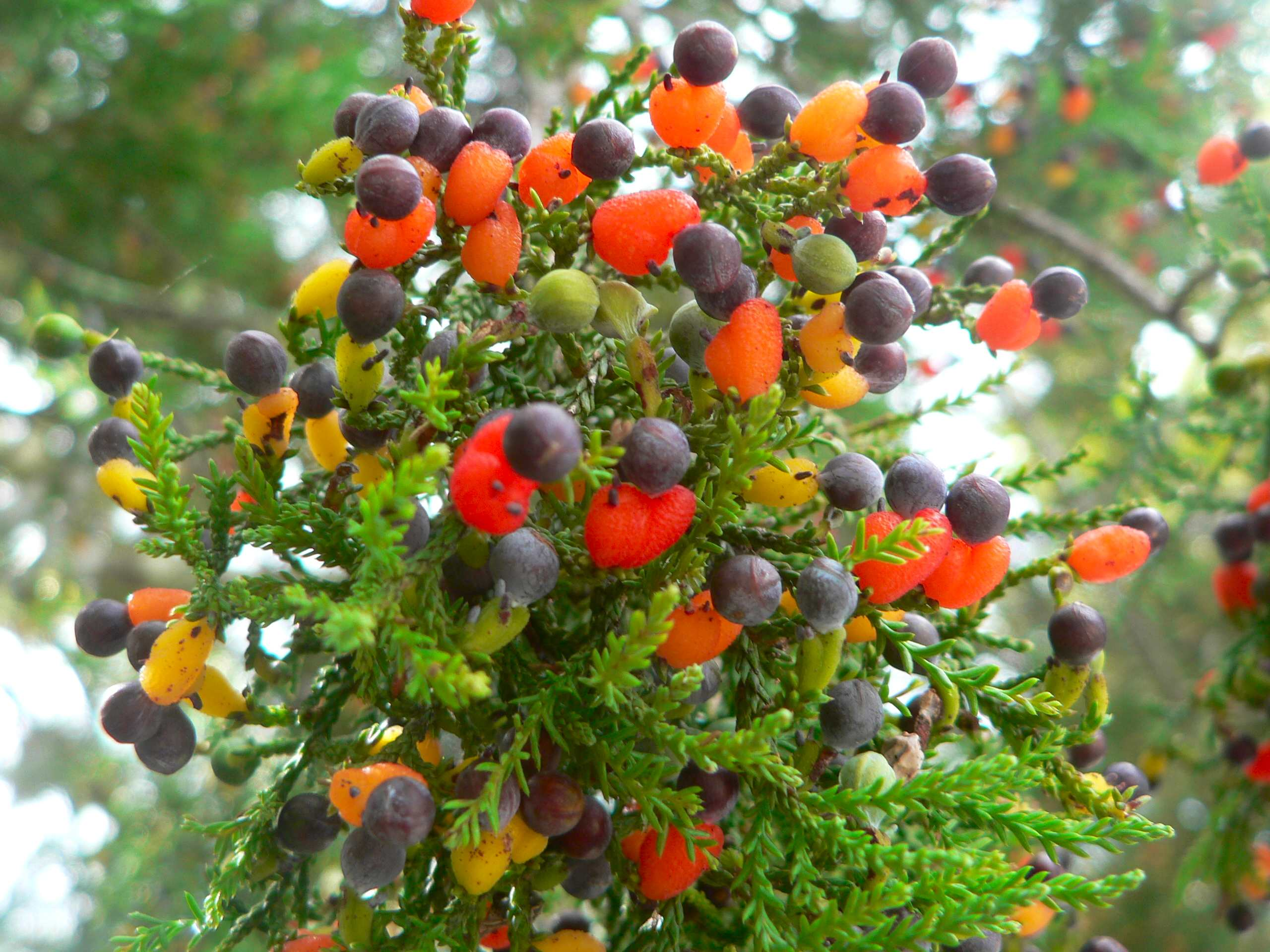
Photographie des cônes de D. dacrydioides.

## Écologie

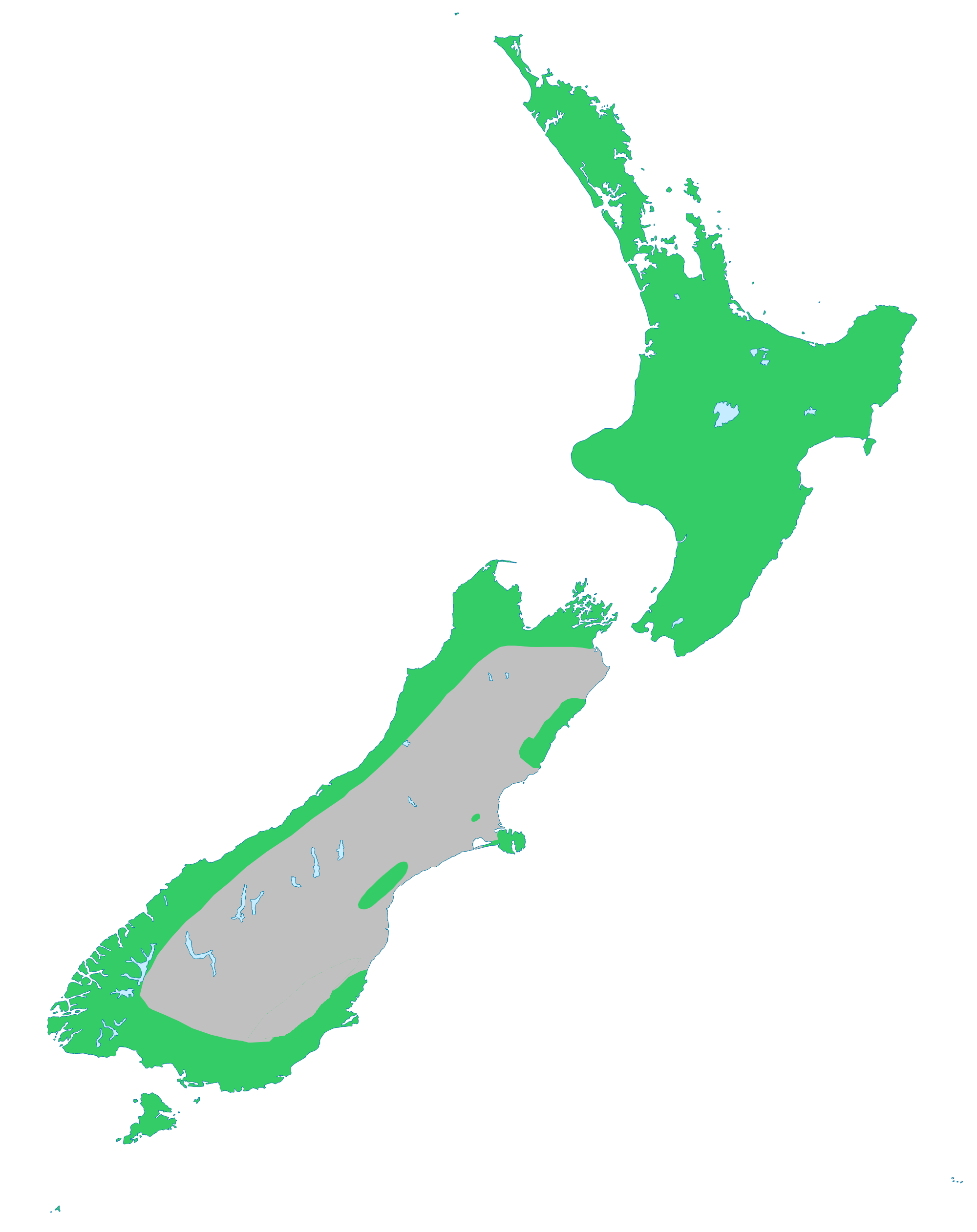
Carte de répartition de Dacrycarpus dacrydioides.